# ハンター・ヘンリー
ハンター・ヘンリー（Hunter Henry、1994年12月7日 - ）は、アメリカ合衆国アーカンソー州リトルロック出身のアメリカンフットボール選手。ポジションはタイトエンド(TE)。NFLのニューイングランド・ペイトリオッツに所属している。
カレッジフットボールはアーカンソー大学でプレーし、2016年のNFLドラフトでサンディエゴ・チャージャーズ（現在のロサンゼルス・チャージャーズ）に2巡指名された。
2021年にニューイングランド・ペイトリオッツに加入するまでに、チャージャーズで5シーズンを過ごした。

## 大学入学以前
ヘンリーは、1994年12月7日にアーカンソー州リトルロックで生まれた。 2000年の夏に、父親の仕事の都合でアトランタに引っ越した。そして、高校1年生のときにリトルロックに戻り、リトルロックのプラスキアカデミーで4年間を過ごした。新入生として、ヘンリーは高校のフットボールチームのオフェンシブタックル、ワイドレシーバー、ディフェンシブエンドで多くプレーしていた。プラスキーアカデミーのスプレッドオフェンスのスキームがタイトエンドというポジションに重きを置かなかった為、高校でのキャリアにおいてタイトエンドをプレーしなかった。ヘンリーは2、3、4年の3年間先発メンバーとしてプレーし、2011年にブルーインズで州選手権に優勝した。
ヘンリーは、2012～13年のオールアメリカンチームに指名され、全米トップの新入生の 1人だった。

## 大学時代
2015年、ヘンリーはアーカンソー大学のフットボールチームの歴史において最も記憶に残るプレーの１つに関与した。ミシシッピ大学との試合の延長戦において、4th down & 25のシチュエーションでヘンリーはクォーターバックのブランドン・アレンからパスをキャッチし、ファーストダウンあと少しの所でタックルされそうになり、ヘンリーはボールを後ろに投げ捨てた。そのファンブルボールをランニングバックのアレックス・コリンズが拾い上げ、ファーストダウンを獲得。そのプレーにおいてアーカンソー大は31ヤードをゲイン。最終的にタッチダウンと2ポイントコンバージョンを取ることに成功し、アーカンソー大はその試合で勝利をおさめた。この模様は、広くメディアに取り上げられ、何度も放送された。そして、ヘンリーはジョン・マッキー賞の最優秀タイトエンド賞を受賞し、2015年から2016年のシーズンにはコンセンサス・オールアメリカンにも選出された。ヘンリーは、アーカンソー大学が史上初めて連続してボウルゲームに勝利するのに貢献し、 2014年のテキサスボウルで元サウスウェストカンファレンスのライバルであるテキサス大学オースティン校を破り、そして、2016年のリバティーボウルでカンザス州立大学を破った。
2016年1月4日、ヘンリーは2016年のNFLドラフトへの参加を表明した。

### 大学のキャリア統計
| NCAA キャリア統計              | NCAA キャリア統計              | NCAA キャリア統計              | NCAA キャリア統計              | NCAA キャリア統計              | NCAA キャリア統計              | NCAA キャリア統計              | NCAA キャリア統計              | NCAA キャリア統計              |
| アーカンソー・レイザーバックス | アーカンソー・レイザーバックス | アーカンソー・レイザーバックス | アーカンソー・レイザーバックス | アーカンソー・レイザーバックス | アーカンソー・レイザーバックス | アーカンソー・レイザーバックス | アーカンソー・レイザーバックス | アーカンソー・レイザーバックス |
| シーズン                       | チーム                         | カンファレンス                 | 出場                           | 受信                           | 受信                           | 受信                           | 受信                           | 受信                           |
| シーズン                       | チーム                         | カンファレンス                 | 出場                           | 回数                           | 獲得ヤード                     | 平均獲得ヤード                 | 最長                           | TD                             |
| ------------------------------ | ------------------------------ | ------------------------------ | ------------------------------ | ------------------------------ | ------------------------------ | ------------------------------ | ------------------------------ | ------------------------------ |
| 2013                           | アーカンソー大                 | SEC                            | 10                             | 28                             | 409                            | 14.6                           | 66                             | 4                              |
| 2014                           | アーカンソー大                 | SEC                            | 12                             | 37                             | 513                            | 13.9                           | 54                             | 2                              |
| 2015                           | アーカンソー大                 | SEC                            | 13                             | 51                             | 739                            | 14.5                           | 79                             | 3                              |
| キャリア                       | キャリア                       | キャリア                       | 35                             | 116                            | 1,661                          | 14.3                           | 79                             | 9                              |

## プロでのキャリア

### ドラフト前
2016年初めに、ヘンリーは2016年のNFLドラフトで1巡〜2巡での指名を予想されていた 。NFLコンバインでほとんどのフィジカルドリルをクリアしたが、ベンチプレスではその年のタイトエンド最低の数値を出した。プロデイでは、40ヤード走で4.67秒、ベンチプレスで21回を記録し、2016 年のNFLドラフトでトップタイトエンドの1人として、地位を確立した 。
| 身長                   | 体重            |
| ---------------------- | --------------- |
| 6 ft 4+7⁄8 in (195 cm) | 250 lb (113 kg) |

ヘンリーは2016年のNFLドラフトの2巡目（全体35位）でサンディエゴ・チャージャーズに指名された 。2016年のドラフトで指名された最初のタイトエンドだった。

### サンディエゴ / ロサンゼルス・チャージャーズ時代

#### 2016年シーズン
2016年6月2日、ヘンリーとチャージャーズは4年638万ドルで契約した。
ヘンリーは、トレーニングキャンプでベテランのショーン・マクグラスとアサンテ・クリーブランドと、バックアップ争いをし、サンディエゴ・チャージャーズの2016年シーズン開始時には、プロボウルの選出が8回を誇るベテランのアントニオ・ゲイツとショーン・マクグラスに次ぐ3番目のタイトエンドとなった。
開幕戦のカンザスシティ・チーフス戦で、ヘンリーはNFLデビューを果たし、1回のキャッチで20ヤードを記録したが、チームは延長戦を戦った末、33-27で敗北している。
翌週のジャクソンビル・ジャガーズ戦でヘンリーは先発として出場し、チームの勝利に貢献した。
第4週のニューオーリンズ・セインツ戦では、クォーターバックのフィリップ・リバースからのパスでNFLキャリア初のタッチダウンを記録し、この試合を通して4回のキャッチで61ヤードを記録したが、チームは35-34で敗北した。
第6週のデンバー・ブロンコス戦では、6回のキャッチで83ヤードを記録し、チームをキャッチ数でリードした。 
第15週のオークランド・レイダース戦で、チームは19-16で敗れたが、ヘンリーは3回のキャッチで37ヤードを記録、翌週のシーズンファイナルとなったチーフス戦でもチームは敗北を喫しているが、ヘンリーは"サンディエゴ"・チャージャーズの歴史において、最後のタッチダウンを記録した。
ルーキーシーズンで、ヘンリーは過去10年間のルーキータイトエンドで2番目に多くのタッチダウンを記録し（ロブ・グロンコウスキーに次ぐ）、NFL史上5番目に多いルーキータイトエンドによるタッチダウンを記録した。

#### 2017年シーズン
第15週のカンザスシティ・チーフス戦で、膝の怪我でゲームを欠場した。翌日、彼は腎臓の裂傷を患い、2017年12月19日にインジュアリー/リザーブリストに入れられた。ヘンリーは2017年シーズンを通して、45回のキャッチで579ヤード、4タッチダウンを記録し、シーズンを終えた 。

#### 2018年シーズン
2018年5月22日、シーズン開幕前に 前十字靭帯断裂の怪我に見舞われ、2018年シーズンの全試合を欠場した 。2018年9月1日、ヘンリーはPUPリストに入れられ、シーズン後半に復帰する機会を得ることができた。。そして、2019年1月7日のディビジョナル・ラウンドゲームでアクティブ登録され、ニューイングランド・ペイトリオッツと対戦したが、敗北している 。その年にペイトリオッツは第53回スーパーボウルで優勝した。

#### 2019年シーズン
2019年9月11日、ヘンリーは左膝の脛骨プラトー骨折を負い、数週間離脱することとなった 。第6週のスティーラーズ戦で復帰し、そのゲームで、ヘンリーは8回のキャッチで100ヤードを獲得し、2タッチダウンを記録したが、24-17で敗北した。。2019年シーズンを通して、ヘンリーは55回のキャッチで652ヤード、5タッチダウンを記録した 。

#### 2020年シーズン
チャージャーズは、2020年3月13日にヘンリーにフランチャイズタグを付けた。12月24日にチームによってCOVID-19/リザーブリストに入れられ 、2021年1月7日にアクティブ登録された。

### ニューイングランド・ペイトリオッツ時代

#### 2021年シーズン
2021年3月19日、ヘンリーはニューイングランド・ペイトリオッツと3年3,750万ドルの契約を結んだ。彼は、第4週のバッカニアーズ 戦でクォーターバックのマック・ジョーンズから彼のペイトリオッツキャリア初となるタッチダウンパスをキャッチした。10試合にわたって、ヘンリーは7タッチダウンパスをキャッチし、ルーキーQBであったマック・ジョーンズの重要なレッドゾーンターゲットとしての地位を確立した。2021年シーズンを通してヘンリーは、50回のキャッチで603ヤード、9タッチダウンを記録した。

#### 2022年シーズン
41回のキャッチで509ヤード、2タッチダウンを記録した。

#### 2023年シーズン
42回のキャッチで419ヤード、6タッチダウンを記録した。

#### 2024年シーズン
2024年3月8日、ペイトリオッツと3年総額2,700万ドルでの再契約に合意した。いずれもキャリアハイとなる66回のキャッチで674ヤードを獲得した。

## NFLでのキャリア成績

### レギュラーシーズン
| 年       | チーム   | ゲーム | ゲーム | レシービング     | レシービング     | レシービング     | レシービング     | レシービング     | ファンブル       | ファンブル       |
| 年       | チーム   | 出場   | 先発   | 回数             | 獲得ヤード       | 平均獲得ヤード   | 最長ヤード       | TD               | ファンブル数     | ロスト           |
| -------- | -------- | ------ | ------ | ---------------- | ---------------- | ---------------- | ---------------- | ---------------- | ---------------- | ---------------- |
| 2016     | SD       | 15     | 10     | 36               | 478              | 13.3             | 59               | 8                | 1                | 1                |
| 2017     | LAC      | 14     | 13     | 45               | 579              | 12.9             | 34               | 4                | 0                | 0                |
| 2018     | LAC      | 0      | 0      | 怪我でプレーせず | 怪我でプレーせず | 怪我でプレーせず | 怪我でプレーせず | 怪我でプレーせず | 怪我でプレーせず | 怪我でプレーせず |
| 2019     | LAC      | 12     | 12     | 55               | 652              | 11.9             | 30               | 5                | 1                | 1                |
| 2020     | LAC      | 14     | 14     | 60               | 613              | 10.2             | 33               | 4                | 0                | 0                |
| 2021     | NE       | 17     | 10     | 50               | 603              | 12.1             | 35               | 9                | 0                | 0                |
| 2022     | NE       | 17     | 14     | 41               | 509              | 12.4             | 39               | 2                | 0                | 0                |
| 2023     | NE       | 14     | 10     | 42               | 419              | 10.0             | 24               | 6                | 1                | 0                |
| 2024     | NE       | 16     | 16     | 66               | 674              | 10.2             | 35               | 2                | 0                | 0                |
| キャリア | キャリア | 119    | 99     | 395              | 4,527            | 11.5             | 59               | 40               | 3                | 2                |

- 2024年度シーズン終了時
- 太字は自身最高記録

## 私生活
ヘンリーは、2018年6月30日にアーカンソー州フォートスミスのパーカー・エリザベス・シュミットリーと結婚した。 ハンターとパーカーの間には、2021年12月9日に生まれた1人息子であるジョン・エース・ヘンリーがいる。